# Tahitifruktduva
Tahitifruktduva (Ptilinopus purpuratus) är en fågel i familjen duvor inom ordningen duvfåglar.

## Utseende och läte
Tahitifruktduva är en omisskännlig duva med lysande silvergrått på huvud, hals och bröst. Vingarna är mörkgröna, buken ljusgrön och på pannan syns en gulaktig anstrykning. Näbben är bjärt banangul. Lätet är ett typiskt duvlikt hoande, inlett med ett "wooo wooo", följt av ett ljud som liknar ett hånande skratt.

## Utbredning och systematik
Tahitifruktduva förekommer i östra Sällskapsöarna och delas in i två underarter med följande utbredning:
- P. p. frater – förekommer på Moorea
- P. p. purpuratus – förekommer på Tahiti

Tidigare inkluderades raiateafruktduvan (Ptilinopus chrysogaster) i arten.

## Status
Trots det begränsade utbredningsområdet och att den tros minska i antal anses beståndet vara livskraftigt av internationella naturvårdsunionen IUCN.  Beståndet uppskattas till under 10 000 vuxna individer.